# 得胜镇 (泸县)
得胜镇，是中华人民共和国四川省泸州市泸县下辖的一个乡镇级行政单位。

## 行政区划
得胜镇下辖以下地区：
林坎社区、宋观社区、顺江社区、白象村、接官坝村、仁和村、得胜村、贯顶山村、大水坝村、龙阴沟村、荞子坝村、东皇殿村、桐乐村、上顶山村、顺民村、高石塔村和门斗山村。